# Omne Ensis Impera
Omne Ensis Impera – album studyjny Arditi, wydany 31 marca 2008 roku przez wytwórnię Equilibrium Music. 

## Lista utworów
1. "Omne Ensis Impera" - 2:44
2. "Der Angriff geht weiter" - 4:22
3. "Decisive War" - 5:11
4. "Perserverance Is All" - 5:41
5. "Profound Truths" - 5:25
6. "Sons of God" - 5:39
7. "Onwards!" - 4:52
8. "Cladem Nescimus" - 5:00
9. "Endkampf" - 5:50